# Macroscelesia elaea
Macroscelesia elaea is een vlinder uit de familie van de wespvlinders (Sesiidae), onderfamilie Sesiinae.
Macroscelesia elaea is voor het eerst wetenschappelijk beschreven door George Francis Hampson in 1919. De soort komt voor in het Oriëntaals gebied.